# Gropfrätning

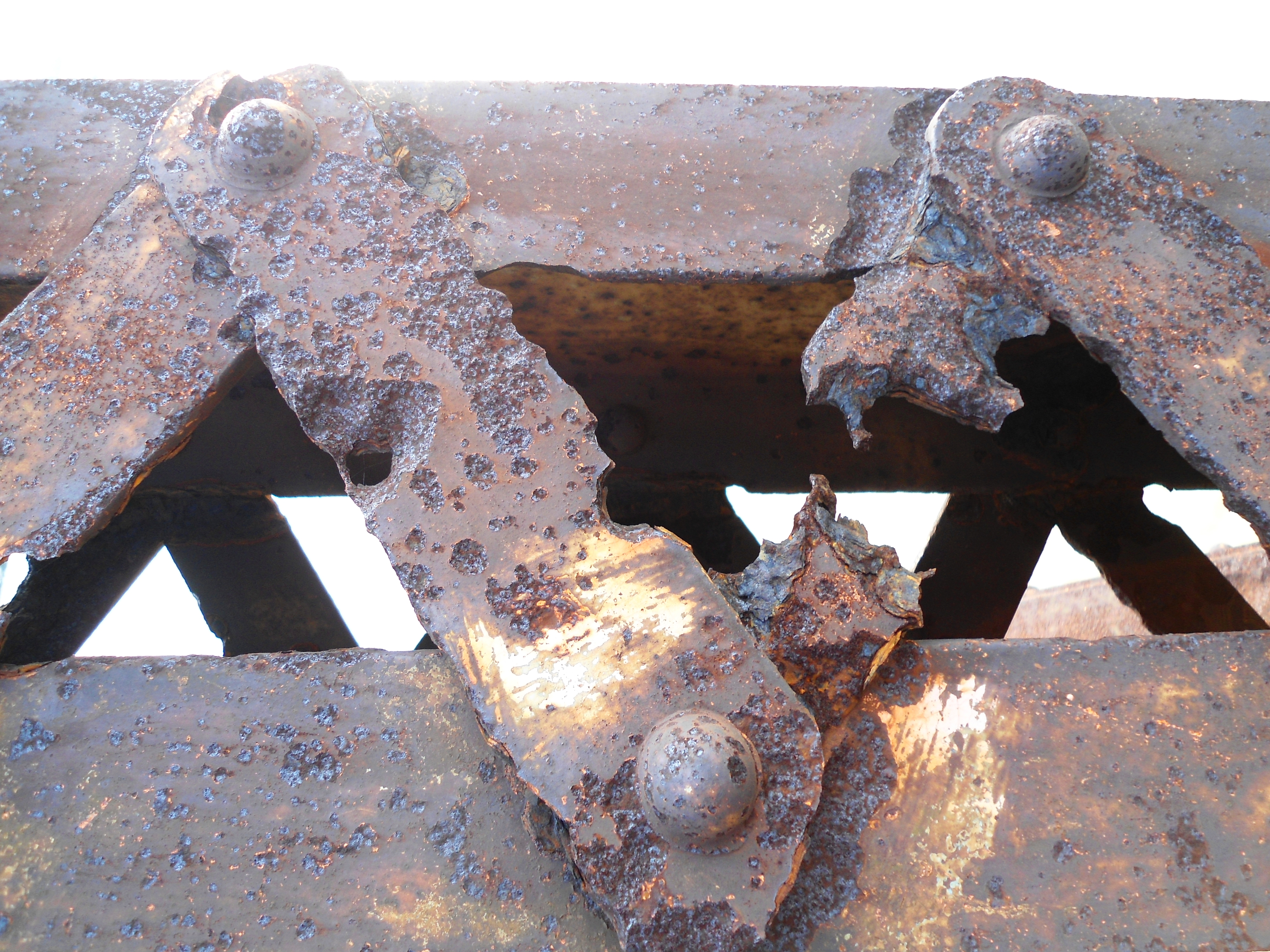
Gropfrätning på järnbron över Nandufloden i norra Hainan.

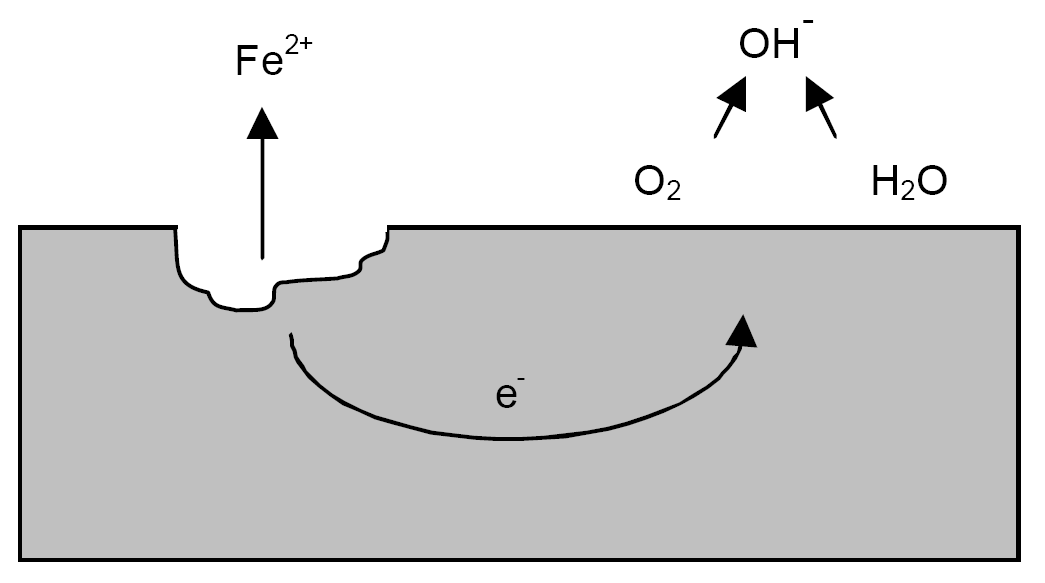
Hur gropfrätning uppstår när järn kommer i kontakt med vatten.

Gropfrätning (ibland kallat för engelskans pitting) är en lokal korrosion på passiverbara metaller som huvudsakligen uppkommer i neutrala eller sura lösningar som innehåller halogenjoner så som kloridjoner.

## Beskrivning
Kloridjonerna gör passivskiktet instabilt som resulterar i att svaga ställen blottas. Passivytan blir då katodyta och den exponerade metallen blir anodyta.  Enligt formeln ovan (galvanisk korrosion) leder en stor katodyta och en liten anodyta till en mycket hög anodströmtäthet, det vill säga en mycket hög korrosionshastighet. Korrosionen sker inte på ytan, eftersom denna utgör katodyta, utan på den exponerade metallytan. Därför visar sig rosten som en grop. Detta fenomen gäller alla passiverbara metaller utom titan, vars passivskikt kan stå emot kloridjonerna. Dessutom ökar koncentrationen av väte- och kloridjoner i gropen, vilket ökar korrosionen med tiden. Vätejoner leder nämligen till att lösningen blir surare medan kloridjonerna ökar jonledningen i oxidationsmedlet. Temperatur har en stor inverkan på gropfrätning eftersom många material är passiva vid låga temperaturer i vissa miljöer till dess att man uppnår en så kallad gropfrätningstemperatur. Salttyp spelar också stor roll eftersom vanlig natriumklorid inte binder lika många vattenmolekyler som exempelvis kalcium- eller magnesiumjklorid. Därför är just kalcium- och magnesiumklorid mycket aggressivare än natriumklorid på passiverbara material som rostfritt stål eller aluminium. Gropfrätning är relativt svårt att upptäcka tidigt eftersom den angripna ytan är mycket liten. Vid gropfrätning på järn/stål samlas korrosionsprodukten järn(II)hydroxid ovanpå gropen. Detta ökar korrosionshastigheten genom högre vätejonkoncentration och annan elektrisk potential i gropen. Med tiden kan korrosionsprodukterna omvandlas till Fe2O3. Gropar kan bildas mycket nära varandra och därmed växa samman till en större grop. Exempelvis kan "rostfria" redskap eller bestick få gropfrätning om de utsatts för salt. Korrosionen syns då som små svarta gropar eller sprickor på ytan samt eventuellt även rödrost.